# Asteia multipunctata
Asteia multipunctata is een vliegensoort uit de familie van de Asteiidae. De wetenschappelijke naam van de soort is voor het eerst geldig gepubliceerd in 1939 door Sabrosky.